# Vendsyssel-Thy
La isla de Vendsyssel-Thy o isla de Jutlandia norte (en danés: Nørrejyske Ø), a veces simplemente Jutlandia norte del Limfjord (Jylland nord for Limfjorden), es una isla de Dinamarca, situada al norte de la península de Jutlandia, la región más al norte del país exceptuando Groenlandia y Feroe. La isla tiene una superficie de 4685,73 km², siendo la 2.ª mayor del país —después de Selandia, y sin considerar Groenlandia—y la 16.ª mayor de Europa. En 2013 tenía una población de 297 886 habitantes, siendo la 13.ª isla europea más poblada.
Está separada de Jutlandia por el Limfjord, pero la separación no fue total hasta una inundación acaecida en 1825. La isla, que alberga los distritos de Vendsyssel, Hanherred y Thy, es considerada tradicional y administrativamente como parte de Jutlandia.

## Historia
La isla fue creada el 3 de febrero de 1825, cuando el mar del Norte inundó el delgado istmo de Agger Tange por el suroeste, cortando el área de la actual isla a Jutlandia y creando el canal de Agger.

## Geografía
Consiste en tres paisajes tradicionales:
- Vendsyssel, la parte más grande, al este y al norte, donde se encuentran las ciudades de Hjørring, Frederikshavn, Skagen, Brønderslev, Sæby, Hirtshals, Løkken, Nørresundby (parte norte de Aalborg);
- Thy, la parte más pequeña en el oeste, donde están Thisted, Hanstholm, Hurup;
- Hanherrederne o Hanherred, el istmo central que conecta Vendsyssel y Thy, donde se localizan Fjerritslev, Brovst.

Desde el 1 de enero de 2007, con la reforma municipal danesa, estas áreas junto con Himmerland y las islas de Mors y Læsø constituyen la región de Jutlandia Septentrional, siendo la menos poblada de las 5 regiones danesas.